# Germond-Rouvre
Germond-Rouvre település Franciaországban, Deux-Sèvres megyében. Lakosainak száma 1180 fő (2022. január 1.). Germond-Rouvre Échiré, Champdeniers-Saint-Denis, Cherveux, Cours és Sainte-Ouenne községekkel határos.

## Népesség
A település népességének változása:
| Lakosok száma | 1170 | 1167 | 1194 | 1174 | 1178 | 1182 | 1194 | 1193 | 1180 |
|               | 2013 | 2015 | 2016 | 2017 | 2018 | 2019 | 2020 | 2021 | 2022 |